# Cambuquira
Cambuquira is een gemeente in de Braziliaanse deelstaat Minas Gerais. De gemeente telt 12.936 inwoners (schatting 2009).

## Aangrenzende gemeenten
De gemeente grenst aan Campanha, Conceição do Rio Verde, Jesuânia, Lambari en Três Corações.